# Visa Record (raccolta)
Visa Record è un singolo di artisti vari pubblicato nel 1993.

## Tracce
1. Il popolo rock - 4:56 - (Tazenda)
2. Pio - 3:57 - (Marcello Pieri)
3. Biagio - 3:48 - (Filippo Malatesta)